# Бахромчатая черепаха
Бахромчатая черепаха, или мата-мата, или матамата (лат. Chelus fimbriatus) — южноамериканская пресноводная черепаха рода Chelus из семейства змеиношеих. Обладает крайне причудливой и своеобразной внешностью.
В 2020 году в составе рода Chelus Duméril, 1806 (который ранее считался монотипическим) был описан второй вид рода Chelus orinocensis.

## Описание
Длина карапакса до 40 см. Он имеет зазубренные края и три продольных зубчатых киля, образованных острыми конусовидными буграми на каждом щитке.
Причудливый вид матамате придаёт уплощённая треугольная голова с мягким хоботком и длинная шея с рядами кожаных выростов-фестонов. Подобные выросты имеются также на горле и подбородке. Всё это служит животному прекрасным камуфляжем, делая его похожим на обомшелый ствол дерева. Масса взрослых черепах до 15 кг.

## Распространение
Обитает в стоячих водах Южной Америки от бассейна реки Ориноко до бассейна Амазонки в центральных и северных районах Бразилии, Венесуэлы, восточной Колумбии, Эквадора, восточного Перу, северной Боливии, Французской Гвианы, Гайаны, Суринама и Тринидада. Интродуцирована во Флориде (США).

## Питание
В природе кормится почти исключительно живой рыбой, изредка поедает головастиков, лягушек, моллюсков и водоплавающих птиц, подстерегая их в засаде. Очень прожорлива и часто норовит поймать лишнюю добычу, даже будучи достаточно сытой.

## Бахромчатая черепаха и человек
Местами численность вида сокращается из-за разрушения мест обитания.

## Содержание в неволе
Мата-мату содержат в просторных акватеррариумах с затенёнными участками, которые создают экранами, укрепляемыми в разных местах над бассейном, поскольку она не любит яркого света. Очень теплолюбивая черепаха, её содержат при температуре воды +28…+30 °C и воздуха +28…+31 °C, уже при +24 °C она отказывается от корма. В неволе мата-мату кормят рыбой, лучше живой, хотя прекрасно питается и размороженной, лягушками, а при высокой температуре даже мышами и куриным мясом. Спариваются черепахи круглогодично, яйца откладывают в октябре — декабре. В кладке от 12 до 28 яиц. Длительность инкубации при температуре +30 °C составляет 60—140 суток, +28 °C — 194 дня, +24…+25 °C — 250—311 суток. Молодых черепах кормят мальками рыб.